# Giovanni Cavaliere
Giovanni Cavaliere (1907 – 1972) è stato un calciatore italiano, di ruolo difensore.

## Caratteristiche tecniche
Terzino robusto, dotato di notevole forza fisica.

## Carriera
Gioca con l'Unione Sportiva Ideale di Bari quasi tutti i campionati di Prima Divisione disputati dalla stessa società nel sessennio 1922-1928, disputando 31 presenze nel massimo campionato del tempo e 19 nel secondo livello (questo perché per effetto della Carta di Viareggio del 1926, la Prima Divisione fu declassata da prima a seconda serie del calcio italiano e la sua squadra rimase nella suddetta categoria).
Nella stagione 1929-1930 è in forze al Molfetta, in Seconda Divisione (allora il quarto livello del calcio italiano).
Negli anni duemiladieci, su iniziativa congiunta dell'Unione Nazionale Veterani dello Sport e del comune di Bari gli viene intitolata una delle salite dello Stadio San Nicola.

### Presenze e reti nei club

Il Molfetta nella stagione 1929-30: Cavaliere è il primo accosciato da sinistra.

## Statistiche

### Presenze e reti nei club[5]
| Stagione        | Club            | Campionato      | Campionato | Campionato |
| Stagione        | Club            | Comp            | Pres       | Reti       |
| --------------- | --------------- | --------------- | ---------- | ---------- |
| 1922-1923       | Ideale          | 1D              | 12         | 0          |
| 1923-1924       | Ideale          | 1D              | 12         | 0          |
| 1924-1925       | Ideale          | 1D              | 0          | -          |
| 1925-1926       | Ideale          | 1D              | 7          | 0          |
| 1926-1927       | Ideale          | 1D              | 12         | 0          |
| 1927-1928       | Ideale          | 1D              | 7          | 0          |
| 1929-1930       | Molfetta        | 2D              | ?          | ?          |
| 1930-1931       | Molfetta        | 1D              | ?          | ?          |
| Totale carriera | Totale carriera | Totale carriera | 50         | 0          |